# Benedek László (polgármester)
Benedek László (1950 – ) magyar gyermekorvos, politikus, 2002 és 2006 között Százhalombatta polgármestere a Magyar Szocialista Párt (MSZP) képviseletében.

## Szakmai karrierje
1974-ben a Semmelweis Egyetemen végzett. Szakvizsgájáig a karcagi Kátai Gábor kórház újszülött-, gyermek- és fertőzőosztályain dolgozott. 1978-ban került gyermekorvosként Százhalombattára. Hét évig működött a Városi Egészségügyi Intézmény igazgatójaként, emellett betöltötte a Városi Vöröskereszt Szervezet elnöki posztját is. Polgármestersége után az Orvosi Kamara Érdi területi szervezetének elnökhelyettese, majd a Pest megyei Etikai Bizottság tagja lett. 2012 novemberében a Házi Gyermekorvosok Országos Egyesülete (HGYE) ellenőrző bizottságának elnökévé választották.

## Közéleti pályafutása
1993-ban az MSZP politikusaként tagja lett Százhalombatta képviselő-testületének Cseh Bélát, a MOL Rt. Downstream vezérigazgató-helyettesét váltva. Az 1994-es önkormányzati választáson ismét beválasztották a képviselő-testületbe, miután a 3. számú választókerületben mandátumot szerzett. 1998-ban megismételte sikerét, majd megválasztották az önkormányzat Egészségügyi, Szociális és Lakásügyi Bizottságának elnökévé. 1999 októberétől az átalakított Egészségügyi és Szociális Bizottság elnöke volt.
A 2002-es önkormányzati választáson pártja Benedeket indította a polgármesteri székért, aki legyőzte a 12 évre regnáló, immár független Vezér Mihályt. A 2006-os önkormányzati választásokon Benedek vereséget szenvedett a visszatérő Vezértől, de a képviselő-testület tagja maradt 2010-ig.